# Ajdar Sunjev
Ajdar Sunjev, ryska: Айдар Суниев, född 16 november 2004, är en rysk professionell ishockeyforward som spelar för Calgary Flames i National Hockey League (NHL).
Han har tidigare spelat för UMass Minutemen i National Collegiate Athletic Association (NCAA).
Sunjev draftades av Calgary Flames i tredje rundan i 2023 års draft som 80:e spelare totalt.

## Statistik
| 2021–2022   | Thorold Blackhawks | GOJHL       | 3  | 5  | 3  | 8  | 4  | —  | — | —  | —  | —  |
|             | Penticton Vees     | BCHL        | 17 | 9  | 11 | 20 | 2  | 10 | 2 | 2  | 4  | 4  |
| 2022–2023   | Penticton Vees     | BCHL        | 50 | 45 | 45 | 90 | 44 | 15 | 9 | 14 | 23 | 16 |
| 2023–2024   | UMass Minutemen    | NCAA        | 36 | 12 | 13 | 25 | 25 | —  | — | —  | —  | —  |
| 2024–2025   | Calgary Flames     | NHL         | 1  | 0  | 0  | 0  | 0  | —  | — | —  | —  | —  |
|             | UMass Minutemen    | NCAA        | 35 | 20 | 18 | 38 | 41 | —  | — | —  | —  | —  |
| NHL totalt  | NHL totalt         | NHL totalt  | 1  | 0  | 0  | 0  | 0  | —  | — | —  | —  | —  |
| NCAA totalt | NCAA totalt        | NCAA totalt | 71 | 32 | 31 | 63 | 66 | —  | — | —  | —  | —  |